# 22 novembre 1980
Le vendredi 22 novembre 1980 est le 327e jour de l'année 1980.

## Naissances
- Yaroslav Rybakov, athlète russe
- Frédéric Makowiecki, pilote automobile français
- Ross Fisher, golfeur professionnel anglais
- Peer Kluge, footballeur allemand
- Nataliya Tobias, athlète ukrainienne spécialiste du 1 500 mètres
- James Thomas, joueur de basket-ball américain
- Shawn Fanning, informaticien américain
- Sabrina Lefrançois, patineuse artistique française
- Erivaldo Antonio Saraiva, footballeur brésilien
- Jonny Gomes, voltigeur de baseball

## Décès
- Mae West (née le 17 août 1893), actrice américaine
- Marienetta Jirkowsky (née le 25 août 1962), est-allemande morte en tentant de passer le mur de Berlin
- Jules Léger (né le 4 avril 1913), homme politique québécois

## Autres événements
- Sortie du Single Don't Walk Away
- Début de la diffusion de State of Decay